# Kanjani Eight
Kanjani Eight – japoński boysband należący do Johnny & Associates, składający się z siedmiu członków. Niegdyś było ich ośmiu, jednakże Uchi Hiroki został zawieszony po tym, jak przyłapano go na piciu alkoholu w roku 2005 (był wtedy niepełnoletni).

## Skład
- Shingo Murakami – keyboard, wokal wspierający
- Yu Yokoyama (prawdziwe nazwisko – Kimitaka Yokoyama) – instrumenty perkusyjne, wokal wspierający
- Yasuda Shota – gitara prowadząca, wokal wspierający, rap
- Ryuhei Maruyama – gitara basowa, wokal wspierający, rap
- Tadayoshi Ohkura – perkusja, wokal wspierający

Byli członkowie
- Hiroki Uchi – wokal
- Subaru Shibutani – wokal prowadzący, gitara
- Ryō Nishikido – wokal prowadzący,  gitara prowadząca

## Dyskografia

### Albumy
- 2004: Kansha ni Eight
- 2006: KJ1 F.T.O
- 2007: KJ2 Zukkoke Dai Dassō
- 2009: Puzzle
- 2010: 8 Uppers
- 2011: Fight
- 2013: Juke Box
- 2014: Kanjanism

### Single
- OSAKA Obachan Rock / Osaka Romanesque (07.06.2006)
- Sukiyanen, Osaka / Oh! Enka / Mugendai (14.09.2005)
- Osaka Rainy Blues (02.03. 2005)
- Naniwa Iroha Bushi (25.08.2004 – wydanie limitowane, tylko w regionie Kansai), (22.09.2004 – wydanie ogólnokrajowe)

### DVD
- Excite!! (29.03.2005)
- Spirits!! (23.11.2005)
- Heat Up! (06.09.2006)

## Autorskie programy telewizyjne
- Honjani
- Urajani
- Suka-J
- Mugendai no Gimon